# Lécaude
Lécaude település Franciaországban, Calvados megyében. Lakosainak száma 129 fő (2018. január 1.). Lécaude Grandchamp-le-Château, La Houblonnière, Le Mesnil-Mauger, Le Mesnil-Simon, Les Monceaux és Monteille községekkel határos.

## Népesség
A település népességének változása:
| Lakosok száma | 121  | 112  | 123  | 116  | 148  | 151  | 155  | 158  | 130  | 129  |
|               | 1968 | 1975 | 1982 | 1990 | 1999 | 2011 | 2013 | 2015 | 2017 | 2018 |